# Interdiscount
 (mars 2017).
Si vous disposez d'ouvrages ou d'articles de référence ou si vous connaissez des sites web de qualité traitant du thème abordé ici, merci de compléter l'article en donnant les références utiles à sa vérifiabilité et en les liant à la section « Notes et références ».
Interdiscount est un groupe suisse de distribution d'électroménager et d'électronique, filiale de la Coop. Il compte plus de 1 800 collaborateurs. 

## Histoire
En 1990, Interdiscount crée une filiale en France à partir des 84 magasins NAZA électronique. 
L'entreprise appartient au groupe Coop depuis 1996.
En 1996, le groupe belge Spector Photo reprend les magasins Interdiscount en France. L'année suivante, Interdiscount France dépose son bilan et échappe de peu à la liquidation judiciaire.
En 1999, Avenir Télécom acquiert les 84 magasins d'Interdiscount France pour un franc symbolique.
En 2002 les activités d'Interdiscount ont été transférées à Coop et le capital-actions liquidé. L'exercice d'Interdiscount est cependant toujours considéré comme indépendant de celui de la maison-mère. 
En 2003, toutes les succursales ont été rénovées pour connaître l'apparence actuelle.
En 2010  Interdiscount célèbre son 40e anniversaire et ouvre la 200e succursale. En mars 2010, Pierre Wenger remplace Beat Ruch à la direction générale d'Interdiscount,.
En mai 2018, Interdiscount inaugure son premier centre de logistiques entièrement automatisé qui jouxte son siège social à Jegenstorf en Suisse.
En 2020 Interdiscount célèbre son 50e anniversaire.

### Articles
- Anne-Marie Dubler / AN, « Interdiscount » dans le Dictionnaire historique de la Suisse en ligne, version du 25 janvier 2007.